# Gravity Media Nederland
Gravity Media Nederland, voorheen EMG Nederland, daarvoor United, is een facilitair bedrijf in Nederland dat zich bezighoudt met meercameraregistraties, satellietverbindingen op locatie en ENG-registraties alsmede postproductie voor de Nederlandse publieke omroepen, commerciële omroepen en buitenlandse producenten. Het bedrijf heeft zijn wortels in Weesp, maar heeft vanwege groeimogelijkheden een vestiging geopend op het Media Park in Hilversum.

## Geschiedenis
In 1996 is United Broadcast Facilities (UBF) opgericht door Henk Bout en Arthur Valkieser, nadat het Nederlands Omroepproduktie Bedrijf (NOB) CamCo had overgenomen.

### RTL/de Holland Media Groep
Branchegenoot Sonotech was voor de overname door UBF de technische partner voor de realisatie van de televisie-uitzendingen van RTL 4, RTL 5, de KRO en Veronica. Hiertoe beheerde Sonotech een aantal studio's welke gelegen waren in het voormalig pand van RTL in de Hilversumse wijk Kerkelanden. Na de overname door UBF in 2001 werd de technische realisatie voortgezet door het verzelfstandigde bedrijfsonderdeel RTL Nederland Broadcast Operations.
Tot en met 2002 was Valkieser betrokken bĳ het bedrĳf. Hĳ verkocht zĳn aandelen, volgde een loopbaan in andere sectoren en innoveerde onder andere de Hydraloop Systems. Per 1 januari 2003 werden bĳna alle bedrĳven van Valkieser samengevoegd bĳ UBF en werd Bout directeur.

### Overname bedrijfsonderdelen NOB
In 2002 werd het Nederlands Omroepproduktie Bedrijf (NOB) vanwege blĳvende financiële tegenvallers opgesplitst in diverse bedrijven. Het registratiebedrijf ging verder als DutchView, terwijl het bedrijfsonderdeel dat programma's bewerkte verderging als C*IRIS. Het uitzendbedrijf, dat onder meer verantwoordelijk was voor de eindregies van de Nederlandse publieke netten en het technisch realisatie van uitzendingen als onder andere het NOS Journaal (ook wel bekend als NOB TVJ), ging verder als NOB Cross Media Facilities. United nam in 2004 NOB Decor over alsmede de voormalige NOB-dochterbedrijven Cinevideogroep, NOB Deutschland, NOB Hungaria en Videohouse in België. Later werd het Engelse CTV Outside Broadcasts daaraan toegevoegd. Gezamenlijk werd de groep UBF Media Group gedoopt.
NOB Decor, dat onder United de namen United Decor en vanaf 2011 HollandseHanden had, werd op 1 januari 2015 afgesplitst en ging per april van datzelfde jaar door het leven onder de nieuwe naam Unbranded. Ook is NOB Hungaria verkocht en behoort niet meer bij de groep.

### Fusie Euro Média Télévision
UBF Media Group –bestaande uit United Broadcast Facilities, Cinevideogroep, Videohouse, NOB Deutschland en CTV Outside Broadcasts– fuseerde in 2007 met Euro Média Télévision uit Frankrĳk. Hieruit ontstond de Euro Media Group met vestigingen in Nederland, Duitsland, Frankrijk, België, Zwitserland en Groot-Brittannië. Cinevideogroep veranderde door deze fusie haar naam in Cinevideogroup (group met een ou in plaats van oe) om internationaler over te komen. Ook NOB Deutschland werd in datzelfde jaar hernoemd naar nobeo.
United Multicam werd op 1 januari 2009 samengevoegd bĳ Cinevideogroup en opereerde als de meercamera-afdeling van UBF.

### Verhuizing naar het Media Park
De Nederlandse ondernemingen binnen UBF hadden vestigingen verspreid over meerdere plekken in het land, dat zorgde voor inefficiëntie. Vanwege gezamenlijke groeimogelijkheden koos het bedrijf er in 2010 voor zich te huisvesten op het Media Park. Het destijds leegstaande NOB Audiocentrum, dat van oorsprong het Muziekpaviljoen heette, werd een geschikte plek bevonden. Een ingrijpende verbouwing van het gemeentemonument was nodig om het grote aantal regie- en satellietwagens van parkeerruimte te kunnen voorzien. Sinds 8 september 2011 zijn United Broadcast Facilities en Cinevideogroup gefuseerd en verdergegaan als United met een nieuwe in-huis-ontworpen huisstijl.
Henk Bout die sinds de oprichting erbĳ was, legde zĳn functie als CEO neer in 2016. Bout ging verder als ondernemend partner en adviseur bĳ United. René Delwel nam de verantwoordelĳkheiden van Bout over.

### EMG
Op 31 augustus 2021 werd de naam wederom veranderd. Wat voorgaande naamswĳzigingen maar een kleine verandering met zich meebracht door "United" als het constante te houden, ging het dit keer om een grote ingreep. Samen met Videohouse in België veranderden zĳ hun namen respectievelĳk in EMG Nederland en EMG België om de namen van de verschillende zusterbedrijven binnen de Euro Media Group gelijk te trekken en verder te gaan als één krachtig (Europees) merk.
nobeo werd EMG Deutschland in oktober van datzelfde jaar. De andere bedrĳven van de holding gevestigd in het Verenigd Koninkrĳk, Italië, Frankrĳk, Zwitserland, Luxemburg, de Verenigde Staten en Australië volgden in het jaar erna. Met deze wijzigingen bracht het ook nieuwe divisies met zich mee als BOOST Graphics, EMG Connectivity, ACS (Aerial Camera Systems), Origins Digital, Projectbuilders en Telegenic.

### Fusie Gravity Media
In januari 2024 werd bekendgemaakt dat de Europese holding van EMG is gefuseerd met Gravity Media uit het Verenigd Koninkrĳk. Hierdoor wordt de wereldwijde dienstverlening in de broadcast-sector (verder) vergroot in het Verenigd Koninkrĳk, de Verenigde Staten, Australië en het Midden-Oosten. Zowel de merken EMG als Gravity Media zullen behouden blĳven. 
In februari 2024 heeft CEO René Delwel aangekondigd te vertrekken bĳ EMG Nederland. Het stokje werd per 1 maart 2024 overgedragen aan de Belg Bart De Maeyer, die al de rol van chief financial officer (CFO) van EMG België bekleedde. De Maeyer zal naast CEO van de Nederlandse tak ook plaatsnemen in het Executive Leadership Team van EMG-Gravity als "Regio CEO" van de EMG vestigingen in Nederland, België en Duitsland. Onder De Maeyer heeft EMG Nederland in het najaar van 2024 een reorganisatie ondergaan. Delwel is per februari 2025 werkzaam als CEO bĳ D&MS.
Op 17 juli 2025 is bekendgemaakt dat EMG en Gravity Media voortaan onder één wereldwijd merk zullen opereren: Gravity Media. 

## Bedrijfsonderdelen
In het najaar van 2024 heeft een reorganisatie in het bedrĳf plaatsgevonden. Alle onderstaande bedrĳfsonderdelen waren voorheen losse bedrĳfstakken. De organisatie is functioneel ingericht met de volgende onderdelen:
Media Services
- Meercamera: Het grootste onderdeel van het bedrijf met ruim 250 werknemers.[29] EMG Meercamera realiseert dagelijks televisie-uitzendingen en evenementen zowel live als opnames, zowel in de studio’s als op locaties met regiewagens. Ook beheert Meercamera verschillende studio’s op het Media Park en in Hilversum, Amsterdam en Aalsmeer. Voorheen bekend onder de namen Cinevideogroup en United Multicam.
- ENG: Voor enkel-cameraproducties waar een cameramens en eventueel een geluidstechnicus voldoende is om (nieuws)reportages en programma's te registreren. Rechtstreekse verslaggeving valt ook onder hun taken. Vroeger bekend onder de naam United Unicam.
- Connectivity: Begonnen als United Satellite Services (USS) met als hoofdtaak videoverbindingen leggen via satellieten en satellietwagens op locatie. Tegenwoordig komt daarbĳ ook glasvezel, internet en long en short range RF bĳ kĳken. Deze verbindingen lopen vanaf bijvoorbeeld een regiewagen op locatie tot aan de eindregie van een zender. Het EMG Livecentre dient hiervoor als een centraal knooppunt voor deze verbindingen.[30] Na de naamswĳziging naar EMG nam deze divisie tĳdelĳk de naam EuroLinx over van de gelijknamige Belgische tak. Sinds januari 2023 is dit merk veranderd naar EMG Connectivity waar ook de Italiaanse, Engelse en Franse divisies ondervallen.[31]
- Blue Label: Een jong team dat (bijzondere) audiovisuele producties faciliteert op innovatieve manieren en tevens postproducties verzorgen. Voortgekomen uit Cam-Joe en United College, twee oude afdelingen met soortgelijke verdiensten. Het registreren van sportwedstrĳden op afstand is een van hun bezigheden.

Content Services
- Digital Services: Het beheren van videoarchieven en videodata, tot stand brengen van video on demand, OTT en het "uitzendklaar" maken van afleveringen en live playout behoren tot hun diensten. Dat gebeurt onder andere in het EMG Mediacentre, dat nauw contact heeft met de afdeling Postproductie.
- Postproductie: Verzorgt videomontages, kleurcorrectie en audionabewerking voor zowel televisie als internet en streamingdiensten.
- BOOST Graphics: Is een gespecialiseerde afdeling binnen Gravity Media, gericht op Live Graphics, Design en Virtual Production. BOOST ontwikkelt visueel aantrekkelijke en meeslepende grafische toepassingen voor uiteenlopende producties, waaronder evenementen, sportwedstrijden en studioprogramma’s. De afdeling is actief in meerdere landen en brengt een mix van technische kennis en creatieve expertise samen om zowel lokale als internationale klanten te ondersteunen.[32]

MotionmakersDeze afdeling houdt zich bezig met het produceren van (interactieve) livestreams en webinars voor de corporate markt. Dit productiehuis maakt gebruik van de dienstverlening van de andere bedrĳfsonderdelen van EMG voor de registreatie en het uitzenden, en beheert ook twee studio's in Hilversum. Voorheen bekend als Quadia.

## Wagenpark
De afdelingen Meercamera, Blue Label en Connectivity beschikken over de volgende outside broadcasting faciliteiten.
- NOVA 105, NOVA 106 & NOVA 107: De nieuwe vlaggenschepen van het bedrijf. Deze grote regiewagens werken op IP-techniek in plaats van het traditionele SDI.[35]
- ORION 208 & ORION 215: Twee registratiewagens geschikt voor middelgrote producties en sportevenementen.
- SIRIUS 316: Een registratiewagen geschikt voor producties en sportevenementen.
- SOUND 401: Een geoutilleerde regiewagen waar de focus ligt op audio, geschikt voor concerten en muziekevenementen.
- Blue Label 01: Fly-away set.[36]
- BL11 & BL12: compacte regiewagens geschikt voor kleine tot middelgrote producties.
- HOL7, HOL219 & HOL270: Combinatie van een compacte regie- en satellietwagen in-een.
- HOL218: Flight Pack.
- HOL309, HOL310 & HOL312: Compacte satellietwagens.

De registratiewagens worden regelmatig uitgewisseld met de zusterbedrijven binnen de EMG Groep. De nummering lopen door bĳ deze zusterbedrĳven.

## Studio's
EMG Meercamera en Motionmakers beheren studio's in Aalsmeer, Amsterdam en Hilversum.
- Studio 31 (Decorcentrum)
- Studio 32 (Decorcentrum)
- Studio 33 (Kerkelanden)
- Studio's Aalsmeer: Studio 1, 3 & 4[38]
- Studio Artis: Studio 1 & 2[39]
- Studio M
- Studio Mediahaven: Studio 1 & 2[40][41][42]
- Studio Q

Ook faciliteert en onderhoudt EMG de volgende studio's voor:
- NOS[43]
  - Studio 7 (NOS-gebouw)
  - Studio 8 (NOS-gebouw)
  - Studio 10 (NOS-gebouw)
  - Studio 12 (NOS-gebouw)
  - Studio 14 (NOS-gebouw)
  - Studio 15A/15B (NOS-gebouw)
  - Studio Voetbal[44] (NOS-gebouw)
- Omroep MAX[45]
  - Studio 5 (Studiocentrum)
  - Studio 6 (Studiocentrum)
  - Studio 23
- Talpa TV Productions[46]
  - 1 redactiestudio aan de Bergweg in Hilversum
  - 2 tv-studio's aan de Schuttersweg in Hilversum

## Programma's
De volgende concerten, evenementen en televisieprogramma's worden geheel of gedeeltelijk door EMG geregistreerd:
- AVROTROS
  - Bananasplit
  - Beste Zangers
  - CupCakeCup[47]
  - Dierenbeschermers (AVRO)[48]
  - Dit Was Het Nieuws
  - EenVandaag
  - De Faker[49]
  - Het Kerst Muziekgala (i.s.m. NEP)[50]
  - Moltalk
  - Muziekfeest[51]
  - Ondertussen aan de Hofvijver[52][53]
  - Radar
  - Sketch Studio[54]
  - Smart & Dart
  - SPLNTR!
  - Een ster in 40 dagen (TROS)
  - Summer Break[55]
  - Te land, ter zee en in de lucht (TROS)
  - Tussen Kunst en Kitsch
  - TV Show
  - Voor het blok
  - Wie is de Mol?
  - ZipZoo

- BNNVARA
  - Even tot hier
  - First Dates
  - De Kwis
  - De Lama's (BNN)
  - PaPaul Live (VARA)
  - Pokerface[56]
  - De S.P.E.L.show

- EO
  - Jochem in de Wolken

- Jetix
  - Jetix Max
  - Jetix Studio

- KRO-NCRV
  - Boer zoekt vrouw
  - Bijna Beroemd (NCRV)
  - Eucharistieviering
  - Memories
  - Het Zesde Zintuig (KRO)

- Mediacentrum Defensie[57]
  - Landmachtdagen[57]
  - Luchtmachtdagen[57]
  - Marinedagen[57][31]
  - Veteranendag[57]

- NOS
  - BVN-Weer (BVN)
  - Het Coronavirus: Feiten en fabels
  - Nationaal Aftelmoment
  - NOS Amerika kiest
  - NOS De Avondetappe
  - NOS Jeugdjournaal (2017-2027)[43]
  - NOS Journaal (2017-2027)[43]
  - NOS Nederland kiest
  - NOS Sportjournaal (2017-2027)[43]
  - NOS Studio Sport (2017-2027)[43]
  - NOS Studio Sportzomer
  - NOS Studio Voetbal (2017-2027)[43]
  - Troonswisseling in Nederland (30 April 2013)
  - uitzendingen van NOS Evenementen als Koningsdag en Prinsesdag[31]

- NTR
  - Atlas
  - The Best of Pop[58]
  - De Dino Show
  - Hoe?Zo! (Teleac)
  - Kiespijn[59]
  - Nieuwsuur (2017-2027)[43]
  - Raymann is Laat

- Omroep MAX
  - Carrie op Vrijdag[60]
  - Hallo Nederland
  - Hollandse Zaken
  - MAX Geheugentrainer[45]
  - MAX Kerstconcert[61]
  - MAX Ouderenjournaal
  - MAX Skûtsje Journaal[62]
  - MAX vakantieman
  - Meldpunt
  - Met het Mes op Tafel[45]
  - Nederland in Beweging!
  - De Rijdende Rechter
  - Tijd voor MAX[45]

- Omroep ZWART
  - Date on stage[63]

- Paramount
  - Ex on the Beach: Double Dutch (i.s.m. ITV Nederland & EMG België)[64]
  - MTV Europe Music Awards[65][66]
  - TMF Awards

- PowNed
  - De gevaarlijkste wegen[67]
  - Slaapkamer Dates[68]

- Prime Video
  - The Grand Tour[69][70]

- RTL
  - Beau
  - Beste Kijkers
  - Big Brother (2021 & 2025 (finale))
  - The Big Picture
  - De bouw maakt het[71]
  - Boxing Stars
  - B&B Vol Liefde[72]
  - Expeditie Robinson[73] & Survivor
  - Fout maar goud[74]
  - Get the f*ck out of my house[75]
  - Een goed stel hersens[76]
  - De Gouden Kooi
  - Help, mijn man is Klusser![77]
  - Holland's Got Talent[78][79]
  - Humberto
  - I Can See Your Voice[80]
  - Idols
  - Jinek (2020-2023)
  - De Jongens tegen de Meisjes
  - Koffietijd[81]
  - Love Island
  - The Masked Singer[82]
  - Het perfecte plaatje
  - Race Across the World[83]
  - Renze
  - RTL Boulevard (2016-heden)[84][85]
  - RTL Late Night & RTL Late Night met Twan Huys[84][85]
  - RTL Live & 5 Uur Live[81]
  - Secret Duets[86]
  - Snackmasters[87]
  - So You Think You Can Dance
  - Het Spaanse Dorp[88]
  - Take Me Out (Videoland 2021)[89]
  - TAFKAL (Videoland)
  - De Verraders[90][91]
  - X-Factor[41]
  - Het Zesde Zintuig
  - De 1% Quiz[92]

- Talpa TV
  - CQC
  - Hart van Nederland (2020-heden)[46]
  - Je huis op orde[93]
  - Just the Two of Us
  - K2 zoekt K3 (2021, i.s.m. EMG België)
  - Lachen om Home Video's (2020-heden)[46]
  - Najib Amhali: Oudejaarsconference 2021
  - Nieuws van de Dag
  - Postcode Loterij Miljoenenjacht (SNG live-schakelingen)[94]
  - Shownieuws (2020-heden)[46]
  - Weer.nl (2020-2023)[46]
  - The Wheel[95]
  - 5 Uur Show (2020-2021)

- Viaplay
  - Dragons' Den (2022)

- WNL
  - Café Kockelmann
  - Dragons' Den (2020-2021, 2023)
  - Goedemorgen Nederland[45]
  - Goedenavond Nederland
  - Redding na de Ramp[96]
  - WNL op Zondag

- Ziggo Sport
  - Champions League, Europa League & Conference League (studiopresentatie, 2024-heden)[97]
  - Kick 't Met
  - Langs de Vangrails
  - Rondo
  - Tussen de Palen
  - Ziggo Sport Race Café
  - Ziggo Sport Race Café: De Stamtafel

- Muziek
  - De Avond van de Filmmuziek
  - Eurovisiesongfestival 2020 (i.s.m. NEP, geannuleerd)[98]
  - Eurovision: Europe Shine a Light (i.s.m. NEP)
  - Eurovisiesongfestival 2021 (i.s.m. NEP)[99]
  - Groots met een zachte G
  - Holland zingt Hazes
  - Muse-concert (2016)
  - North Sea Jazz Festival
  - Pinkpop
  - Radio 538 Koningsdag (2023)
  - Regio Songfestival (2023-heden)[100]
  - SLAM! Koningsdag
  - The Streamers
  - De Vrienden van Amstel LIVE!
  - XITE[101]
  - 3FM Serious Request

- Sport
  - Atletiek
    - Europees kampioenschap atletiek[102]
    - Europese kampioenschappen
    - Europese kampioenschappen indooratletiek 2025[103]
    - Marathon Rotterdam[31]
    - Marathon van Amsterdam[31]
    - Marathon van Berlijn[31]
    - Marathon van Londen[31]

  - Basketbal
    - BNXT League

  - Hockey
    - Euro Hockey League mannen en vrouwen
    - Hoofdklasse hockey (Viaplay 2022-2026)

  - Motorsport
    - Jumbo Racedagen

  - Olympische Spelen
    - Olympische Spelen[31]
    - Olympische Winterspelen
    - Paralympische Spelen
    - Paralympische Winterspelen

  - Voetbal
    - Bundesliga
    - eDivisie
    - Eerste divisie voetbal mannen[104]
    - English Premier League
    - Eredivisievoetbal vrouwen (ESPN 2024-heden)[104]
    - Eredivisievoetbal mannen (ESPN 2005-heden)
    - Europees kampioenschap voetbal mannen[105]
    - Nederlands voetbalelftal vrouwen & mannen
    - UEFA Champions League
    - UEFA Europa League
    - UEFA Conference League
    - UEFA Nations League
    - UEFA Women's Nations League
    - Wereldkampioenschap futsal 2022 in Nederland
    - Wereldkampioenschap voetbal mannen[31]

  - Wielrennen
    - Amstel Gold Race[30]
    - Ronde van Frankrijk[31]
    - Ronde van Italië[31]

  - Schaatsen
    - Nederlands kampioenschap schaatsen

  - overig
    - Billie Jean King Cup in Den Haag (2025)[106]
    - Europees kampioenschap beachvolleybal
    - Glory-kickbokswedstrijden
    - Holland House[104]
    - Honkbal